# Nullponti lő- és gyakorlótér
A nullponti lő- és gyakorlótér a Magyar Honvédség katonai gyakorlótere Veszprém vármegyében, amely az Böszörményi Géza Csapatgyakorlótér Parancsnokság kezelésében működik.

## Fekvése
Az Északi-Bakony déli lejtőjén Márkó és Bakonykúti között, illetve Veszprém, Hajmáskér és Várpalota északi határában kilométereken át elterülő, fűfélékkel és elszórtan kisebb cserjékkel borított dolomitsziklás mezőt 1968-ig legelőként használták.

## Elnevezése
Az UTM/MGRS vetületi rendszer két 6x8 fokos területe (33T és a 34T) pont a lőtér területén találkozik. Így az ettől a választó (hosszúsági) vonaltól keletre eső pont koordinátájának eleje már nem 33T, hanem 34T jelzésű, és így az azon belül eső 100×100 km-es háló (33TYN és 34TBT) számozása is "nullázódik".
(Nem nulláról indul, mert a 6x8 fokos területek legkeletebbi és legnyugatabbi "100×100 km-es" hálói a sarkokhoz közeledve egyre keskenyebbek, nem érik el a 100 km-t.)
Így tehát a szemletorony koordinátája 33TYN 27594 25130 27594, a tőle 179 méterre keletre eső pont a lőtéren már 34TBT 27594 72628 27594.
Tehát a két pont között "nullázódik" (értsd: újraindul) a hosszúsági vonalak számozása, innen a név.
Tüzéreknek, repülésirányítóknak, tereptant gyakorlatban végrehajtóknak erre nagyon figyelni kell, ezért is jó gyakorlás szempontjából.

## Története
A mai lőtér területén, hajmáskéri központtal 1905-ben jött létre először a Közös Hadseregbeli Tüzérségi Lövőiskola, majd 1913-ban a Magyar Királyi Honvéd Csapat Gyakorlótér Parancsnokság. A gyalogsági lőteret 1968-ban alakították ki.